# Tubularia
Tubularia is een geslacht van hydroïdpoliepen uit de familie Tubulariidae.

## Soorten
- Tubularia acadiae Petersen, 1990
- Tubularia amoyensis (Hargitt, 1927)
- Tubularia asymmetrica Bonnevie, 1898
- Tubularia aurea Fraser, 1936
- Tubularia couthouyi Agassiz, 1862
- Tubularia cristata McCrady, 1859
- Tubularia harrimani Nutting, 1901
- Tubularia hodgsoni Hickson & Gravely, 1907
- Tubularia indivisa Linnaeus, 1758 (Penneschacht)
- Tubularia longstaffi Hickson & Gravely, 1907
- Tubularia regalis Boeck, 1860
- Tubularia spectabilis (Agassiz, 1862)
- Tubularia tenella (Agassiz, 1862)